# Al Hall

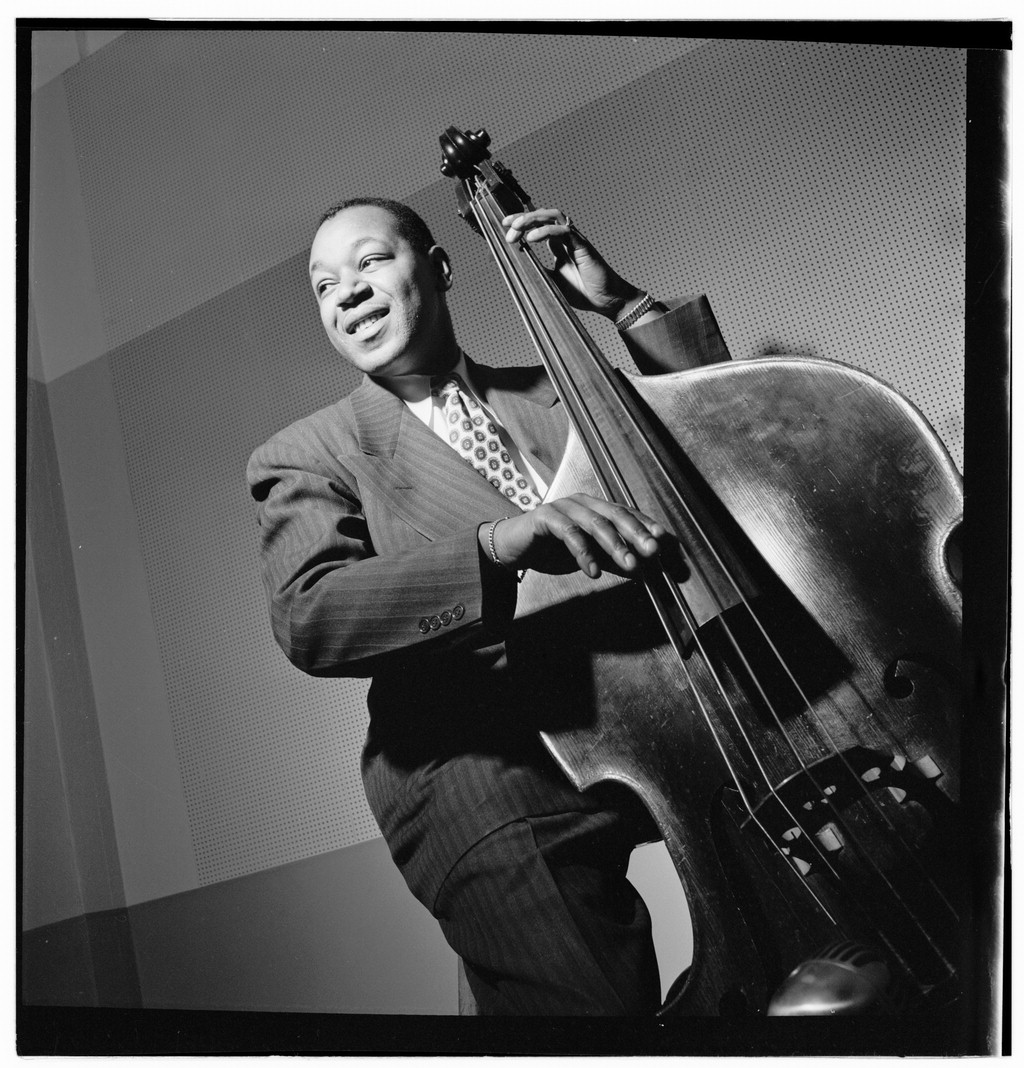
Al Hall, ca. Juli 1947.
Fotografie von William P. Gottlieb.

Al Hall (eigentlich Alfred Wesley Hall; * 18. März 1915 in Jacksonville (Florida); † 18. Januar 1988 in New York City) war ein US-amerikanischer Jazzbassist des Swing. Er spielte mit Teddy Wilson.

## Leben und Wirken
Al Hall wuchs in Philadelphia auf. In jungen Jahren erlernte er Cello und Tuba und wechselte 1932 zum Bass. Er spielte in lokalen Orchestern, bevor er 1936 nach New York ging. In den Jahren 1936/37 arbeitete er dort mit Billy Hicks, 1937/38 mit Skeets Tolbert und von 1939 bis 1941 in der Band von Teddy Wilson. Von 1942 bis 1943 spielte er mit Ellis Larkins, 1943/44 mit Paul Baron. Seit 1945 arbeitete Hall vorzugsweise in Theaterorchestern in New York, war 1958 an der Musik zu der Show Jerome Robbins’ Ballet U.S.A. beteiligt und begleitete 1959 Yves Montand. Neben seinem Hauptberuf in verschiedenen Theaterorchestern spielte er nach wie vor mit Jazzmusikern wie Count Basie (1952) oder Erroll Garner (1956). Von 1946 bis 1950 leitete er auch die Schallplattenfirma Wax. Al Hall war an Schallplattenaufnahmen von Louis Armstrong, Don Byas, Duke Ellington/Johnny Hodges, Clyde Hart, Budd Johnson, Andy Kirk, Ben Webster, Dickie Wells, Teddy Wilson und anderen beteiligt. Obwohl Swingmusiker, nahm er 1946 auch mit Bop-Musikern wie Bud Powell, Sonny Stitt und Kenny Dorham auf (The Bebop Boys auf Savoy). 1946/47 entstanden auch Aufnahmen unter eigenem Namen auf dem Wax-Label. In den 1970er Jahren war er Mitglied der Band von Paul Gonsalves.